# BM de l'Escorpió
BM de l'Escorpió (BM Scorpii) és un estel variable en la constel·lació de l'Escorpió.
BM de l'Escorpió és una supergegant ataronjada de tipus espectral K2.5I la temperatura efectiva del qual és de 3.900 K. Té un radi 100 vegades més gran que el radi solar, equivalent a gairebé 0'5 ua, per la qual cosa, si estigués en el lloc del Sol, l'òrbita de Mercuri quedaria englobada dins de l'estel. És un estel molt lluminós —la seva magnitud absoluta bolomètrica és -3'63—, brillant amb una lluminositat 2.200 vegades superior a la del Sol.
De magnitud aparent mitjana +6,03, BM de l'Escorpió és l'estel més brillant del Cúmul de la Papallona (M6), l'edat de la qual s'estima en 95 milions d'anys. La seva distància aproximada al Sistema Solar és de 1600 anys llum. En fotografies contrasta bruscament amb les seves calentes veïnes de tipus B i color blavós. Catalogada com una variable polsant semiregular SRD —semblant a SX Herculis o R Puppis—, la lluentor de BM de l'Escorpió varia gairebé 2 magnituds a o llarg d'un període de 815 dies.